# Ville Larinto
Ville Larinto (Lahti, 11 april 1990) is een Finse schansspringer die in 2008 nationaal kampioen werd vanop de normale schans (HS-100) in Rovaniemi.
Larinto komt uit voor de skiclub Lahden Hiihtoseura en wordt getraind door zijn vader en voormalig schansspringer Jari Larinto.
Ville Larinto maakte zijn debuut in de wereldbeker op 1 december 2007 in Kuusamo, hij werd 36e in de wedstrijd van de grote schans.
Sinds het seizoen 2008/2009 maakte hij deel uit van het Finse A-kader. Hij veroverde in dat seizoen zijn eerste podiumplaats met het Finse team bij de wereldbeker in Kuusamo. Een week later veroverde hij individueel de tweede plaats bij de wedstrijd in Trondheim. Na een sterk seizoensbegin stond Larinto lange tijd in de top tien van de algemene wereldbeker, maar na een zwakker seizoenseinde zakte hij uiteindelijk terug naar plaats 14. Bij de seizoensafsluiter in Planica zorgde hij bovendien voor een schrikseconde toen hij door een fout bij de afsprong uit evenwicht raakte en ternauwernood een val bij meer dan 100 kilometer per uur kon vermijden.

## Belangrijkste resultaten

### Wereldkampioenschappen junioren
| Jaar | Plaats        | Resultaten                          |
| ---- | ------------- | ----------------------------------- |
| 2006 | Kranj         | 20e normale schans                  |
| 2008 | Zakopane      | 7e landenwedstrijd                  |
| 2009 | Strbske Pleso | normale schans · 9e landenwedstrijd |

### Wereldkampioenschappen schansspringen
| Jaar | Plaats  | Resultaten                                                         |
| ---- | ------- | ------------------------------------------------------------------ |
| 2009 | Liberec | 7e normale schans 12e grote schans 6e landenwedstrijd grote schans |

### Eindstand algemene wereldbeker
| Seizoen   | Plaats |
| --------- | ------ |
| 2007/2008 | 82e    |
| 2008/2009 | 14e    |